# Comunitat de comunes del País de Bécherel
La Comunitat de comunes del País de Bécherel (en bretó Kumuniezh kumunioù Bro Vegerel) és una estructura intercomunal francesa, situada al departament de l'Ille i Vilaine a la regió Bretanya, al País de Brocéliande. Té una extensió de 121,15 kilòmetres quadrats i una població de 10.277 habitants (2006).

## Composició
Agrupa 10 comunes :
1. Bécherel
2. Cardroc
3. Irodouër
4. La Chapelle-Chaussée
5. Langan
6. Les Iffs
7. Miniac-sous-Bécherel
8. Romillé
9. Saint-Brieuc-des-Iffs
10. Saint-Pern